# Kenova
Kenova é uma cidade localizada no estado norte-americano de Virgínia Ocidental, no Condado de Wayne.

## Demografia
Segundo o censo norte-americano de 2000, a sua população era de 3485 habitantes.
Em 2006, foi estimada uma população de 3349, um decréscimo de 136 (-3.9%).

## Geografia
De acordo com o United States Census Bureau tem uma área de
4,4 km², dos quais 3,1 km² cobertos por terra e 1,3 km² cobertos por água.

## Localidades na vizinhança
O diagrama seguinte representa as localidades num raio de 12 km ao redor de Kenova.